# Брамс, Ингеборг
Ингеборг Брамс (дат. Ingeborg Brams; 9 декабря 1921, Хобро, Дания — 14 октября 1989, там же) — датская актриса театра, кино и телевидения.

## Биография
Брамс училась в театральной школе в 1939-1941 годах. Она была наиболее известна благодаря долгой карьере в Королевском театре Дании, в котором работала в течение 18 лет и играла во множестве постановок. Брамс считалась одной из ведущих актрис своего поколения. Впоследствии у неё начал развиваться сильный страх сцены, и в 1966 году она оставила работу в театре. Брамс также снималась в кино и на телевидении, участвовала в радиопостановках. Среди её работ роли в фильмах En søndag på Amager (1941), «Драма в замке» (1943), Biskoppen (1943) и «Кафе Парадиз» (1950). Брамс получила ряд наград, в том числе Tagea Brandts Rejselegat (1952) и Орден Данеброг (1955).
Брамс была трижды замужем и имела троих детей. Известная датская флейтистка Михала Петри — приёмная внучка Ингеборг.